# Matthias Oehme
Matthias Oehme (* 1954) ist ein deutscher Verleger und Leiter der Eulenspiegel Verlagsgruppe.

## Leben und Wirken
Matthias Oehme studierte von 1976 bis 1981 Germanistik an der Karl-Marx-Universität Leipzig und promovierte 1987 mit einer Arbeit zu Friedrich Schillers dramatischen Fragmenten an der Akademie der Wissenschaften der DDR. Von 1987 bis 1990 war er dort Mitarbeiter am Zentralinstitut für Literaturgeschichte. Er arbeitete an der Edition von Schillers Werken mit, war Mitarbeiter der Zeitschrift Temperamente und Rezensent für das Organ des Schriftstellerverbands der DDR Neue Deutsche Literatur.
1990 gründete er die Unabhängige Verlagsbuchhandlung Ackerstraße in Berlin, zusammen mit Dorothea Oehme. 1993 kaufte er den Eulenspiegel-Verlag, zusammen mit Jacqueline Kühne. In den folgenden Jahren wurden einige Verlage dazuerworben oder neu gegründet, wie Das Neue Berlin, der Rotbuch Verlag (2007), der Militärverlag der DDR, der Greifenverlag und andere. Nach drei Insolvenzverfahren 2014, 2017 und 2024 ist Matthias Oehme nach wie vor Leiter der Eulenspiegel Verlagsgruppe. Bei jeder Insolvenz entstanden Gläubigern, darunter Mitarbeitern, Autoren und anderen Rechteinhabern wie auch Sozialversicherungsträgern hohe Verluste.
Matthias Oehme gab eine zehnbändige Werkausgabe von Friedrich Schiller und weitere Bücher heraus und veröffentlichte einige eigene Schriften.
Er ist Vorsitzender des Berliner Kabarettpreises DER EDDI und der Peter-Hacks-Gesellschaft e. V.